# 중핵파 서기장 우치게바살인사건
중핵파 서기장 우치게바살인사건(일본어: 中核派書記長内ゲバ殺人事件 츄카쿠하쇼키쵸우치게바사츠진지켄[*])이란 1975년 3월 14일 사이타마현 가와구치시에서 혁명적공산주의자동맹 전국위원회(중핵파) 서기장 혼다 노부요시가 일본혁명적공산주의자동맹 혁명적마르크스주의파(혁마르파)에게 살해당한 우치게바살인사건이다.:70-71

## 사건 경위
1975년 3월 14일 오전 6시경, 사이타마현 카와구치시의 한 남성이 “오전 3시 30분경 아파트 2층에서 실갱이가 있었던 것 같아, 신경이 쓰여서 오전 6시경 가 보니, 유리문이 파괴되어 있었고, 방에는 피가 흩뿌려져 있고 남자가 죽어 있다”고 110 신고를 했다.:70-71
사이타마현경찰의 수사에 따르면, 아파트는 다다미 3첩과 4첩의 2칸 투룸이었고, 피살자는 입구에 가까운 쪽인 3첩 방에서 둥근목 셔츠, 팬티 차림으로 숨져 있었다. 한편, 같은 날 이른 아침 경시청 기자 클럽에 젊은 남자가 “중핵파 서기장 혼다 노부요시를 히가시카와구치의 아파트에서 습격했다. 이것은 혁마르파 정치국원이 습격당한 것(동년 3월 6일 혁마르파 기관지 『해방』 발행책임자 호리우치 토시아키가 중핵파에게 살해당한 사건을 말한다)에 대한 우리의 회답이다”라는 전화가 왔다. 이후 지문대조와 혼다의 동생의 신원확인을 통해, 피살자는 혼다 노부요시이고, 아지트에서 취침 중에 혁마르파의 습격을 받아 쇠파이프, 망치, 도끼 등으로 전신을 난자당해 두개골 골절, 뇌내출혈로 사망한 것이 판명되었다.:70-71
신고한 남성은 현경의 사정청취를 받으면서, “오전 3시 30분경 아파트에서 소란한 소리가 나서 2층에 가 보았더니, 15-16명 정도의 사내들이 있었고, 그 가운데 2-3명이 스타킹을 뒤집어쓰고 있었다. 그들 중 한 명이 ‘너하고는 상관 없다. 들어가 있으라’고 해서 그대로 내 방으로 돌아갔다”고 진술했다.:70-71 아파트 주민들이 경찰에 신고하려 했으나 전화가 되지 않았다고 한다. 하토가야전화국에서 조사해 본 결과, 현장 근처의 전화선이 3개소 절단되어 불통이 되어 있었다. 한편, 습격당한 방은 혼다가 아닌 제3자 명의로 임차되어 있었다.
같은 날 저녁, 혁마르파는 공연거점 해방사에서 기자회견을 열었고, 혁마르파 전학련 위원장 도몬 하지메가 이하 성명을 낭독했다.:21-27

오늘 아침, 우리 전학련 전사들은 반혁명의 두목 혼다 노부요시에 대하여, 계급적 분노의 철퇴를 내리쳤습니다. 이것은 산별전쟁이라 칭하며 무차별 무제한 테러를 노동자들에게 가하겠다는 세계혁명역사상 전고미증유한 반혁명 집단에 대하여 내려친 분노의 철퇴입니다.
우리 전학련 전사들은 오전 0시 40분에 혼다가 히가시카와구치의 토츠카장(戸塚荘)이라는 아파트에 방위대와 차로 돌아올 때부터 포착을 하고 있었습니다. 그리고 우리 전사들을 혼다가 마주했을 때 그가 남긴 유일한 말은 “살인이야 살인이야”라고 비명을 지르는 것밖에 없어서, 그야말로 혁명가로서 미숙한 태도를 보였습니다. “완전섬멸”이라는 말 아래 살인을 찬양하던 남자가, 본질적으로는 소심하고, 자기 스스로 살인 따위를 할 수는 없는 남자라는 것을, 우리 전사들을 대면하여 대응하는 와중에 들키고 말았던 것입니다.
우리들은 피로 피를 씻는 싸움을 좋게 여기지 않습니다. 혼다에게 철퇴를 가한 것도 살해가 목적이 아니었습니다. 그가 죽음에 이르게 된 것은, 전학련 전사의 불타는 계급적 분노가 철퇴의 한 방 한 방으로 표현된 결과라는 것입니다.

도쿄교육대생 린치살인사건 이후 혁마르파는 우치게바 전문부대인 “전학련 특별행동대(JAC)”를 창설해 우치게바를 강화했다. 한편, 중핵파는 “이중대치・대혁마르전” 방침을 수립하고, 혁마르파에게 “선전포고”하여 쌍방에 의한 우치게바 항쟁을 거듭하고 있었다.:71-72
혁마르파는 1972년 「우치게바 승리선언」을 발표했고, 1975년 3월 28일 “중핵파 해체투쟁에서의 승리를 최종적으로 확인”했다며 「우치게바 정지선언」을 발표했다. 하지만 이것은 일방적인 것으로서 중핵파는 3월 17일 자기네 지도자를 살해한 “혁마르파에 대한 무차별 보복”을 선언하고 1975년 한 해에만 14명의 혁마르파 활동가를 살해했다.:71-72